# Breganze (vino)
Breganze è una DOC assegnata ad alcuni vini prodotti in Veneto, in provincia di Vicenza nella zona pedemontana attorno a Breganze.

## Il vino di Breganze

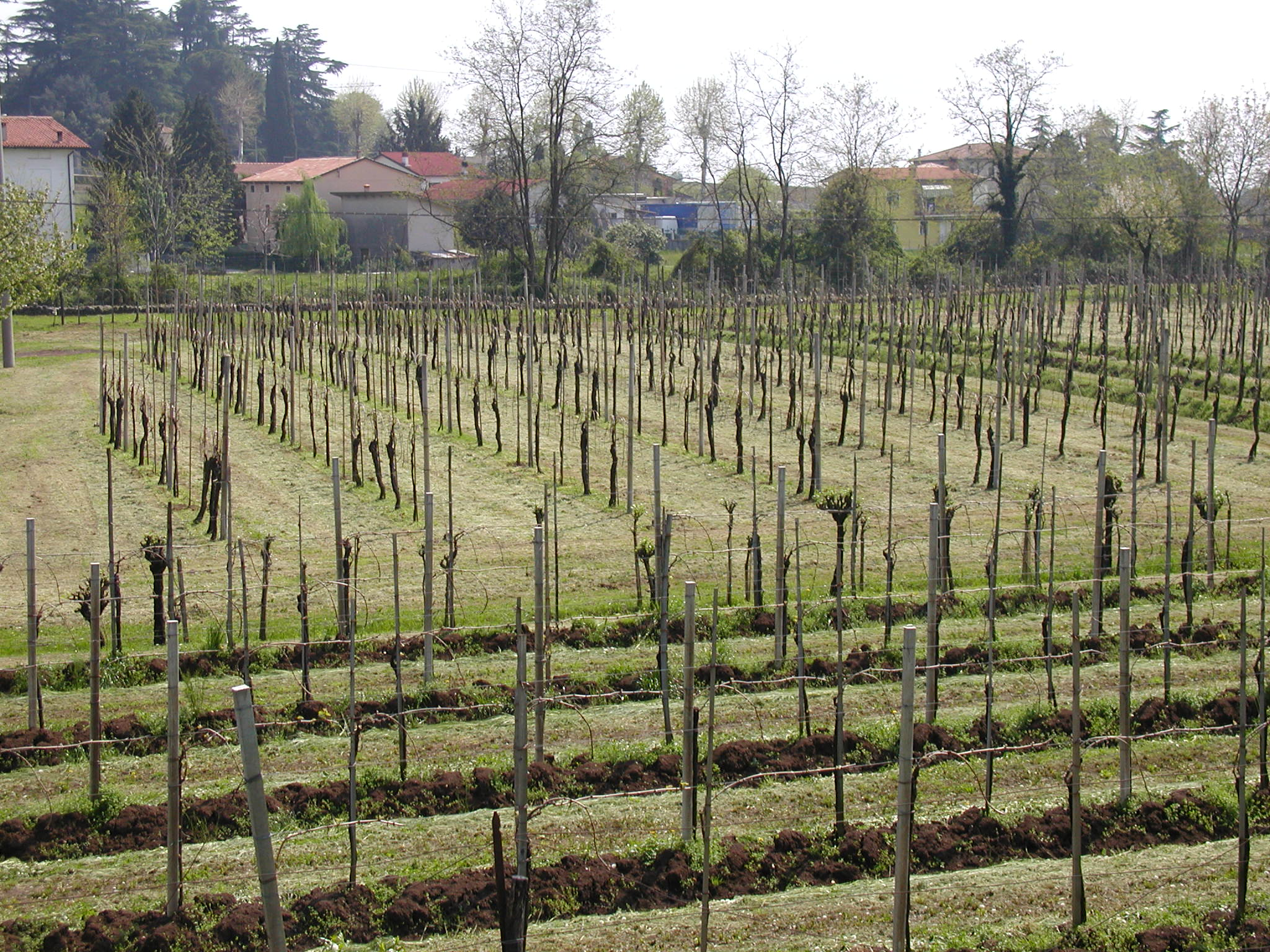
Vigna a Breganze.

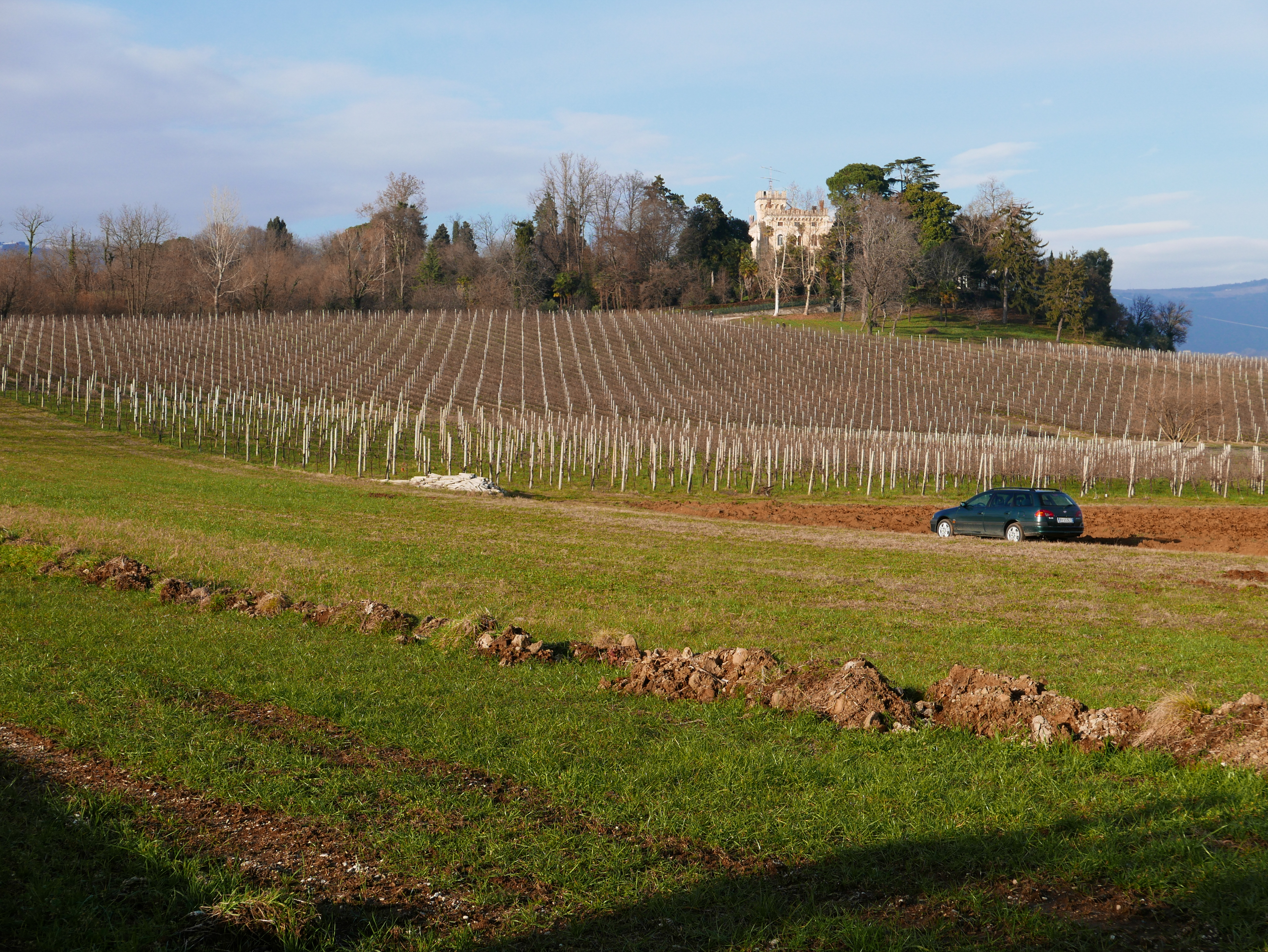
Villa e vigneto

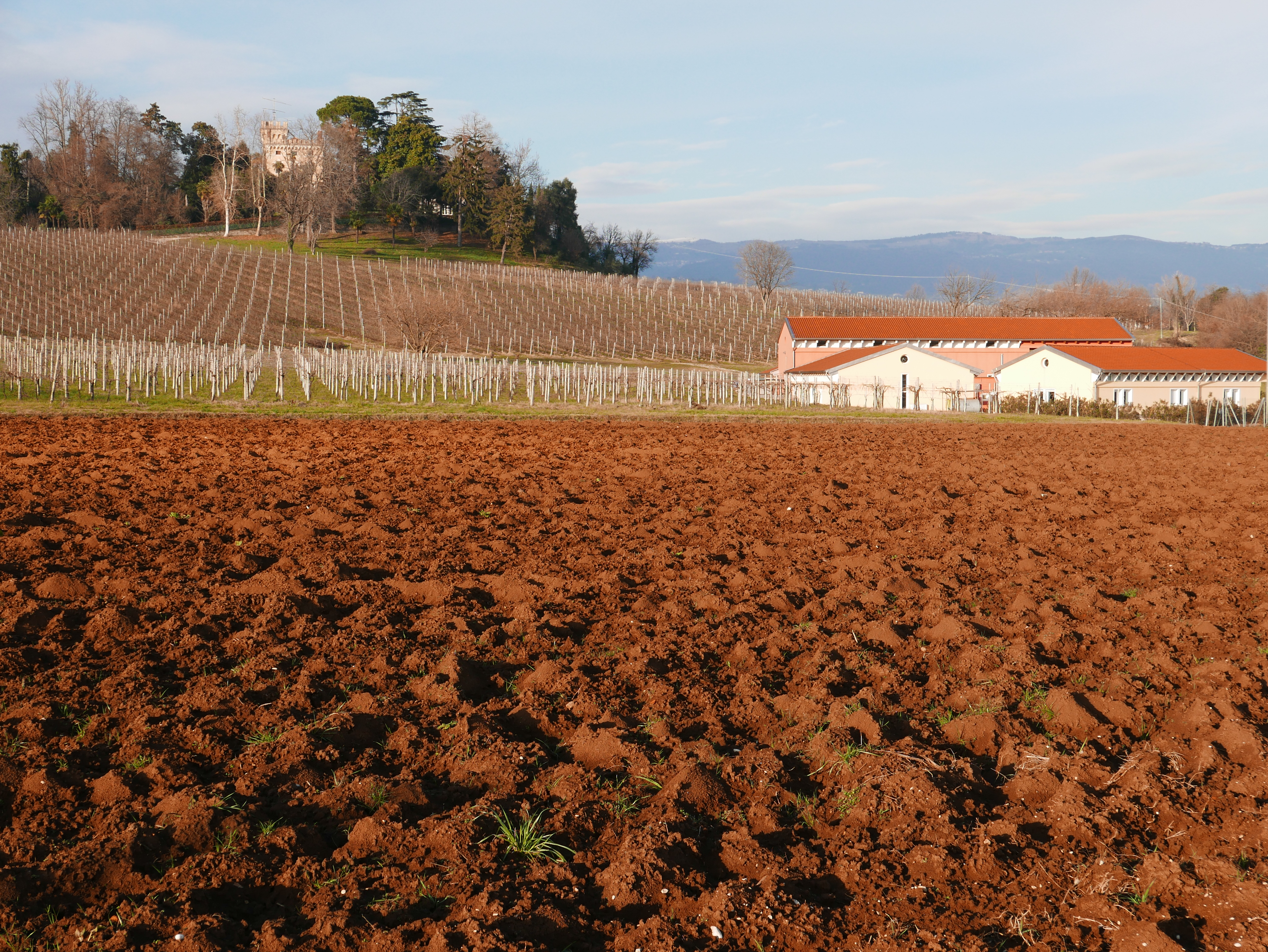
Villa, vigneto e azienda viticola

Breganze è famosa per la produzione dell'omonimo vino di ottima qualità. Le cantine della zona - che comprende anche alcuni paesi intorno a questo centro - sono conosciute per la produzione di vini pregiati, frutto di una tradizione molto sentita nel luogo: tra essi spicca il Torcolato, dalla spremitura in gennaio di uve passite.
Il 18 luglio 1968, con la pubblicazione nella Gazzetta Ufficiale, venne riconosciuto ai vini della zona la denominazione di origine controllata (D.O.C.) "Breganze". Fu un documento importante e nello stesso tempo impegnativo, perché, pur nascendo dalla positiva esperienza del passato, avrebbe vincolato l'attività futura alla ricerca qualitativa e alla fedeltà delle caratteristiche primarie dei vini prodotti e collocati nel mercato. Appartengono alla zona D.O.C. "gli interi territori dei comuni di: Breganze e Fara Vicentino e parte di territori dei Comuni di Bassano del Grappa, Colceresa, Lugo di Vicenza, Marostica, Montecchio Precalcino, Salcedo, Sandrigo, Sarcedo e Zugliano".
I vini prodotti in questa zona e inseriti nel Consorzio Vini D.O.C. Breganze, sono:
- Breganze bianco
- Breganze bianco superiore
- Breganze Cabernet
- Breganze Cabernet riserva
- Breganze Cabernet superiore
- Breganze Cabernet Sauvignon
- Breganze Cabernet Sauvignon riserva
- Breganze Cabernet Sauvignon superiore
- Breganze Chardonnay
- Breganze Chardonnay superiore
- Breganze Marzemino
- Breganze Marzemino riserva
- Breganze Marzemino superiore
- Breganze Pinot bianco
- Breganze Pinot bianco superiore
- Breganze Pinot grigio
- Breganze Pinot grigio superiore
- Breganze Pinot nero
- Breganze Pinot nero riserva
- Breganze Pinot nero superiore
- Breganze rosso
- Breganze rosso riserva
- Breganze rosso superiore
- Breganze Sauvignon
- Breganze Sauvignon superiore
- Breganze Torcolato
- Breganze Torcolato riserva
- Breganze Vespaiolo
- Breganze Vespaiolo superiore